# Rudolfshöhe (Parsberg)
Rudolfshöhe ist ein Gemeindeteil der Stadt Parsberg im Landkreis Neumarkt in der Oberpfalz in Bayern.

## Geographie
Das Dorf liegt links der Schwarzen Laber etwa 2 km von der Kernstadt Parsberg in nordöstlicher Richtung entfernt. 
Nach Rudolfshöhe (benannt nach dem Begründer der Siedlung, Rudolf Schmid) kommt man von Parsberg aus in nördlicher Richtung über die Staatsstraße 2234, von der die Kreisstraße NM 33 in östlicher Richtung abzweigt, die nach circa 200 m zur Siedlung führt. Circa 500 m nördlich führt die Bundesautobahn 3 vorbei; die Anschlussstelle „AS 94 Parsberg“ ist über die Staatsstraße 2234 zu erreichen.

## Geschichte
Rudolfshöhe ist als Siedlungsgebiet nach 1950 entstanden und erhielt 1961 seinen amtlichen Ortsnamen. Es gehörte bis zur Gebietsreform in Bayern zur Gemeinde Degerndorf im Landkreis Parsberg. Bei dessen Auflösung kam Rudolfshöhe als einziger Gemeindeteil der Gemeinde Degerndorf (die ansonsten in den Markt Lupburg eingemeindet wurde) zum 1. Juli 1971 in die Stadt Parsberg im Landkreis Neumarkt i. d. Opf. Seitdem ist Rudolfshöhe ein amtlich benannter Gemeindeteil von Parsberg.

### Einwohner- und Gebäudezahl
- 1961: 107 Einwohner, 22 Wohngebäude[4]
- 1970: 109 Einwohner[5]
- 1987: 233 Einwohner, 70 Wohngebäude, 88 Wohnungen[6]